# ليو بلانشارد
ليو بلانشارد هو لاعب كرة القدم الكندية كندي، ولد في 12 مارس 1955 في إدمونتون في كندا.